# Tomasz Gollob
Tomasz Gollob (* 11. dubna 1971, Bydhošť) je polský plochodrážní jezdec. V roce 2010 se stal mistrem světa jednotlivců na ploché dráze, jako druhý Polák v historii (prvním byl roku 1973 Jerzy Szczakiel). V roce 1999 byl v anketě deníku Przegląd Sportowy vyhlášen polským sportovcem roku. Roku 2007 přežil leteckou havárii. V roce 2017 měl vážnou nehodu na motokrosovém tréninku a utrpěl zranění páteře. Od té doby je trvale odkázán na invalidní vozík. Je držitelem tří tříd Řádu znovuzrozeného Polska.